# Seznam zračnodesantnih enot
Seznam zračnodesantnih enot.

## Seznam

### Divizije
- 101. zračnoprevozna divizija (zračnodesantna) (ZDA)

### Brigade
- 16. zračnodesantna brigada (Združeno kraljestvo)